# Oliver Schaefer
Oliver Schäfer (né le 27 février 1969) est un footballeur allemand ayant joué en Allemagne avec Kaiserslautern et autre mais aussi en Turquie avec Beşiktaş. Il entraîne actuellement la réserve du 1.FC Kaiserslautern depuis 2007.

## Vie privée
Oliver Schaefer est en couple avec la cycliste Miriam Welte. En 2022, elle donne naissance à une fille.